# شناكل
الشناكل (بالإنجليزية The Snorks) مسلسل رسوم متحركة أمريكي من 108 حلقات من إنتاج شركة هانا-باربيرا تم بثها في شبكة NBC الأمريكية بين الأعوام 1984 و1989. بالمقارنة مع السنافر، وهو مسلسل آخر من إنتاج هانا-باربيرا بناء على سلسلة هزلية بلجيكية، فإن نجاح الشناكل كان محدودا.
قصة المسلسل الكارتوني مأخوذة عن سلسلة مجلات هزلية من تأليف البلجيكي نيك بروكا في عام 1982. «الشناكل» اسم جنس من المخلوقات الخيالية الصغيرة التي تعيش في بلاد الشناكل الموجودة في أعماق المحيط. للشناكل «منشاق» في أعلى رأسه يساعده على السباحة في الماء. مثل فلينستون والسنافر فإن للشناكل أيضا أجهزة تكنولوجية مثل البشر ولكن تم تعديلها لنتاسب بيئتها المائية.

## روابط خارجية
- شناكل على موقع IMDb (الإنجليزية)
- شناكل على موقع روتن توميتوز (الإنجليزية)
- شناكل على موقع قاعدة بيانات الأفلام العربية
- شناكل على موقع قاعدة بيانات الفيلم (الإنجليزية)
- شناكل على موقع ليتربوكسد (الإنجليزية)
- شناكل على موقع كينوبويسك (الروسية)
- شناكل على موقع ألو سيني (الفرنسية)
- شناكل على موقع قاعدة بيانات الفيلم (الإنجليزية)